# الزبي (المقاطرة)

تعديل مصدري - تعديل

الزبي هي إحدى قرى عزلة الصوالحة بمديرية المقاطرة التابعة لمحافظة لحج، بلغ تعداد سكانها 332 نسمة حسب تعداد اليمن لعام 2004.